# Balzers
Balzers er en landsby og kommune beliggende i det sydlige Liechtenstein. Kommunen har 4.420 indbyggere (2005). 
Størstedelen af landsbyen ligger langs østbredden af Rhinen. 

## Historie og kultur
Historisk består dagens kommune af to forskellige landsbyer, den faktiske Balzers i øst og Mäls i vest. Denne deling af kommunen er til dels synlig i den lokale landsbykultur i form af uskyldig lokal konkurrence. 